# Стърмец (община Лития)
Вижте пояснителната страница за други значения на Стърмец.
Стърмец (на словенски: Strmec) е село в Словения, регион Средна Словения, община Лития. Според Националната статистическа служба на Република Словения през 2015 г. селото има 34 жители.